# 24649 Балаклава
24649 Балакла́ва (24649 Balaklava) — астероїд головного поясу, відкритий 19 вересня 1985 року.
Тіссеранів параметр щодо Юпітера — 3,118.